# 矢場町 (名古屋市)
矢場町（やばちょう）は、愛知県名古屋市中区の地名。アクセントは低高低低で「ば」を高く発する。より簡略化し「矢場」とも言う。矢場町の名は江戸時代にまで遡る歴史的な地名だが、戦後の町名変更により現存しない。ただし、交差点名などとして残っており、現在も地域名として広く通称されている。

## 地理
旧矢場町域は現在の大須三丁目、栄三丁目の各一部に相当する。名古屋城から続く城下町の1町であり、古くは東に南鍛冶屋町、西に末広町、南に三輪町、北に南大津町といった町丁が存在した。
現在は行政地名としては存在しないが、通称・矢場町の区域は栄の南、矢場町通界隈や、東西に走る若宮大通、南北に走る大津通と2つの幹線道路が交差する矢場町交差点付近（いわゆる栄ミナミと呼ばれる地域）を指し、栄と大須の中間地点にあたる。大津通から西へ一本道を外れたナディアパーク南には矢場公園が、さらに西へ歩を進めると名古屋総鎮守の若宮八幡社、さらに本町通を挟み、白川公園が立地する。

## 歴史

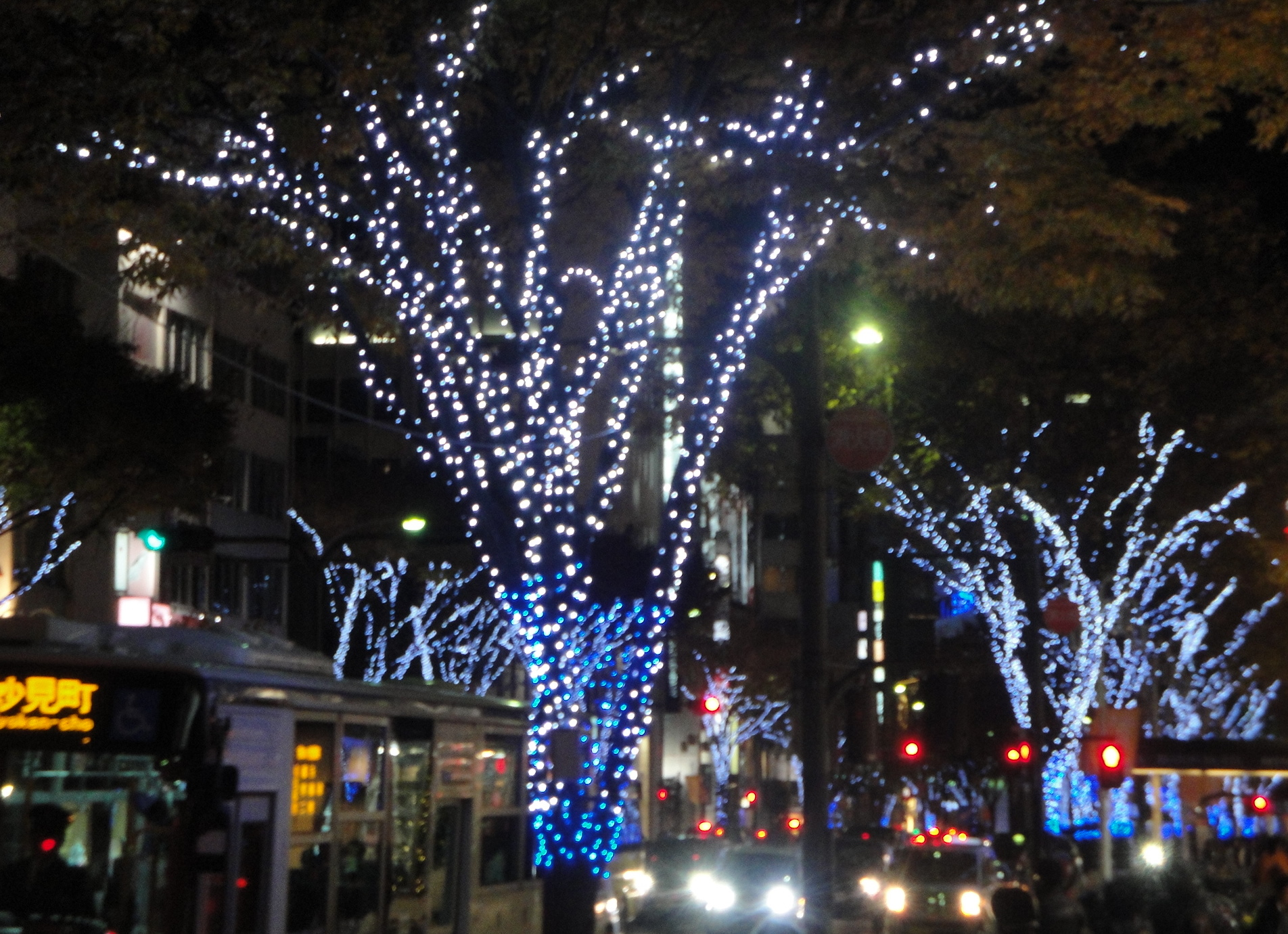
栄から続く大津通のイルミネーション

1548年（天文17年）、牧長義の居城としてこの地に小林城が築城された。小林城は1570年（元亀元年）に廃され柳生利厳の屋敷となり、1701年（元禄14年）に清浄寺となる。
矢場町の名は、1669年（寛文8年）、地域内に現存する三輪神社に弓矢場が作られたことに由来する。当地は弓矢場の西に位置したため矢場町と呼ばれるようになった。1678年（延宝6年）には政秀寺の地子が、1695年（元禄8年）には万年寺と永昌院の地子が、1751年（寛延4年）には若宮八幡裏の地子がそれぞれ町屋となり町域を拡げた。明治になり、商業化の進む栄とともに発展し、1966年（昭和41年）には区画整理により栄に、1969年（昭和44年）には大須へ編入された。
なお、東区にも矢場があったが、こちらの地名が先に存在したため「東の矢場」と呼ばれ、東矢場町（現在は筒井三丁目）となり、現在に至る。

### 行政区画の変遷
- 1871年（明治4年） - 勝鬘寺地子、慈雲庵門前を合併[2]。
- 1878年（明治11年）12月20日 - 郡区町村編制法施行により、名古屋区が発足。名古屋区矢場町となる[2]。
- 1889年（明治22年）10月1日 - 名古屋区の市制施行により、名古屋市矢場町となる[2]。
- 1908年（明治41年）4月1日 - 中区設置に伴い、中区矢場町となる[2]。
- 1938年（昭和13年）3月15日 - 一部を南大津通・南鍛冶屋町へ編入[2]。
- 1938年（昭和13年）11月1日 - 門前町の一部を編入[2]。
- 1944年（昭和19年）2月11日 - 栄区新設に伴い、栄区矢場町となる[2]。
- 1945年（昭和20年）11月3日 - 栄区が中区に統合され、再び中区矢場町となる[2]。
- 1966年（昭和41年）3月30日 - 町名変更により、一部が栄三丁目となる[2]。
- 1969年（昭和44年）10月21日 - 町名変更により、残部が大須三丁目となり廃止[2]。

### 沿革
- 1911年（明治44年）4月 - 日進貯金株式会社が設立される[7]。
- 1912年（明治45年）
  - 2月 - 株式会社東華銀行が名古屋支店を設置する[8]。
  - 3月 - ガス製造機器製作の関西瓦斯株式会社が資本金50万円で設立される[9]。
  - 6月 - 名港土地株式会社が資本金177万円で設立される[10]。
- 1912年（大正元年）
  - 11月 - 私立名古屋電気学校が設立される[11]。
  - 12月 - 荷車製造業合名会社松浦車輌製造所が設立される[12]。

## 文化

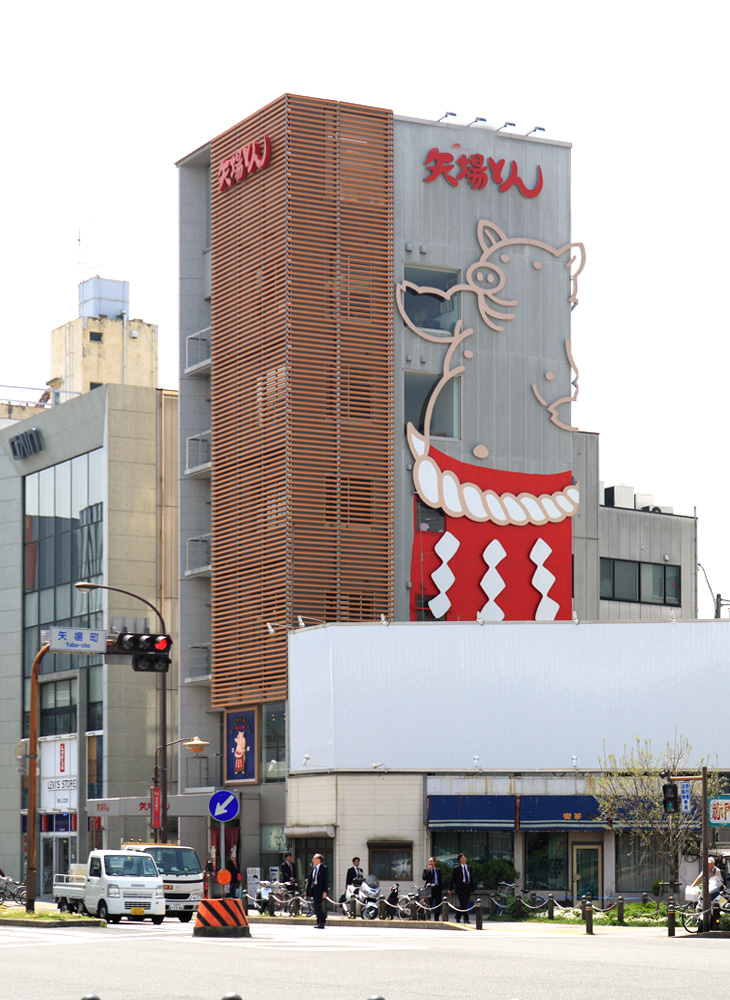
矢場とん本店

大津通沿いは栄から続く繁華街で、松坂屋名古屋店や名古屋パルコなどの商業施設が建ち並ぶ。1996年のナディアパーク開設以降はブランド力のある商業施設の出店がさらに相次ぎ、Apple Store、フレッシュネスバーガーなどの名古屋初出店も矢場町界隈であった。
前述の商業施設に加え、当地域や隣接する大須にはCLUB QUATTROなどのライブハウス、クラブも数多く居を構え、中部地方の若者文化の先端を行く地域である。大須寄りに技術者養成施設を開くギターメーカー・イーエスピーは地域を「若者文化・音楽ファンが集合する場所、音楽好きな人には 最高の環境といえる地域」と紹介している。
味噌カツで有名な矢場とん本店は矢場町交差点の南に位置し、「矢場のとんかつ」として当地の地名を店名に採ったものである。

## 交通・施設

### 鉄道・バス
- 名古屋市営地下鉄名城線 矢場町駅
- 名古屋市営バス・名鉄バス 矢場町バス停

また、栄駅、上前津駅からも徒歩圏内であり、場所によっては矢場町駅からよりも近い場合がある。　

### 道路
- 若宮大通
- 大津通

## 史跡

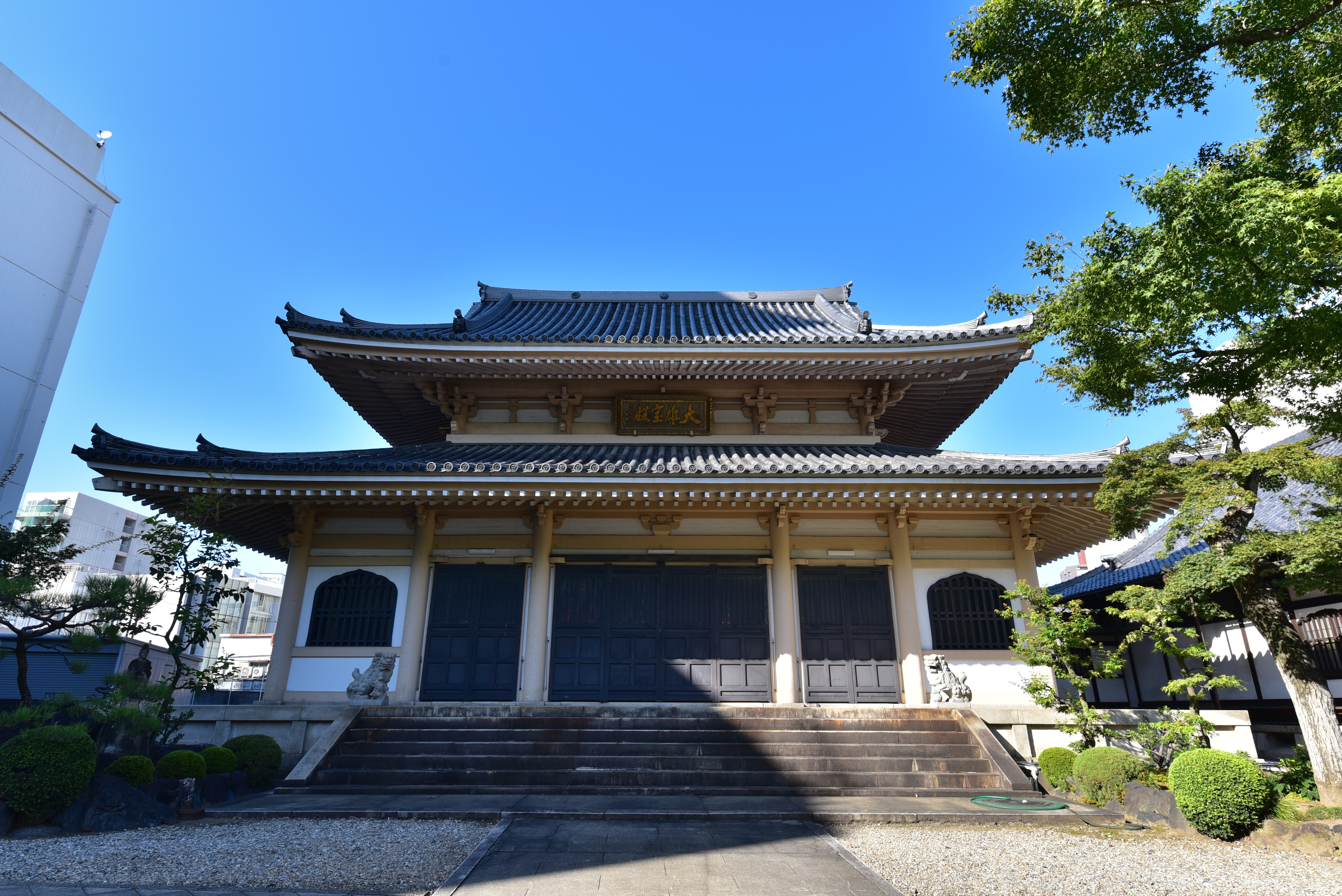
政秀寺

- 政秀寺
臨済宗の寺院。1553年（天文22年）、織田信長が家臣平手政秀を弔うために小牧山に創建し、1612年（慶長17年）に当地へ移転した。
- 白林寺
臨済宗の寺院。1625年（寛永2年）、初代尾張藩主徳川義直が家臣成瀬正成を弔うために創建した。

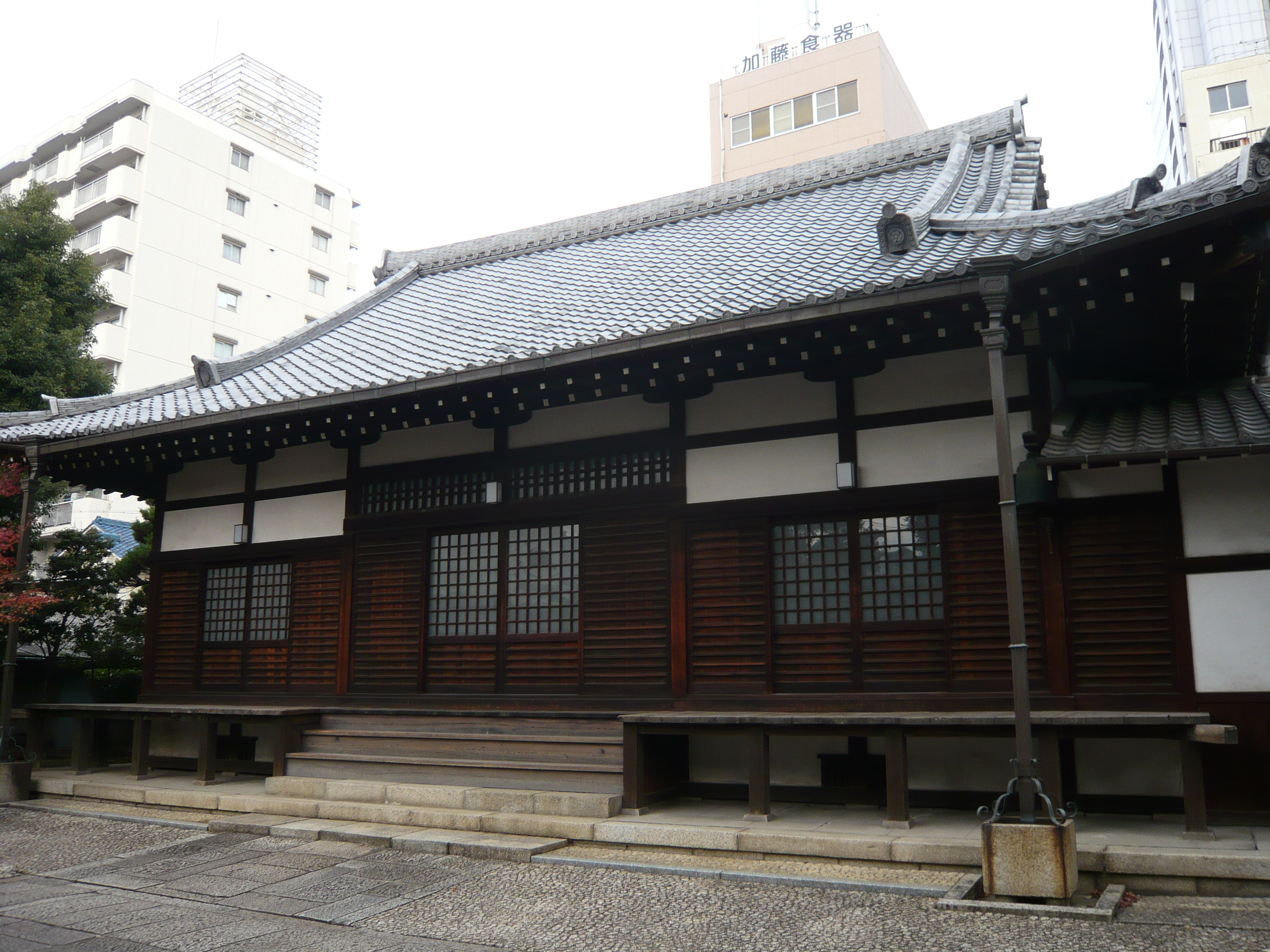
白林寺
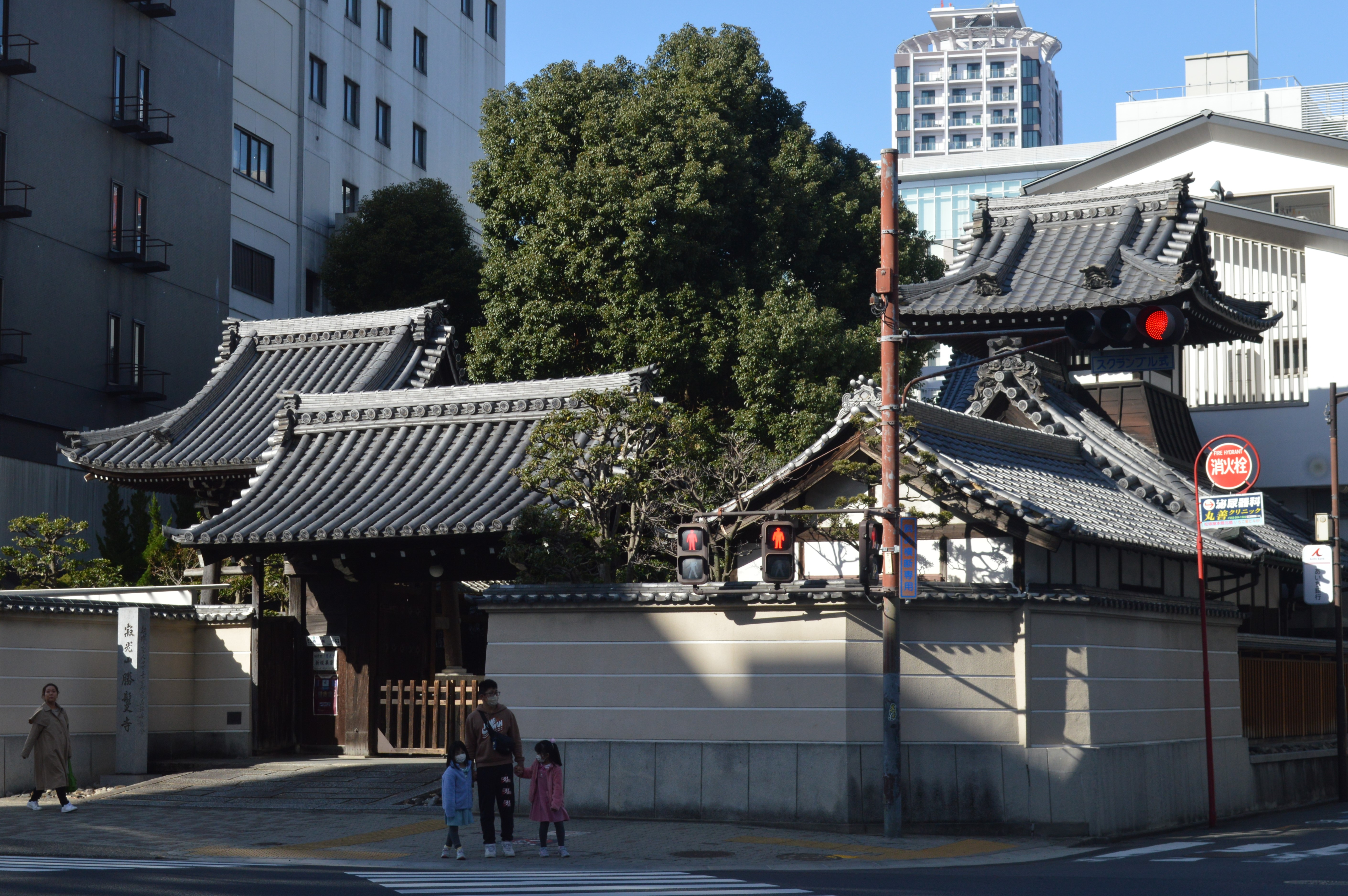
勝鬘寺
真宗大谷派の寺院。1632年（寛永9年）に創建された。1945年（昭和20年）の名古屋大空襲では焼失を免れた。本堂、山門、太鼓楼の3棟は名古屋市有形文化財に指定されている[WEB 6]。

- 白林寺
- 勝鬘寺

### WEB
1. ↑  “No.007　放送とイントネーション”. 解説委員室・コラム.   テレビ愛知. 2011年3月16日時点のオリジナルよりアーカイブ。2010年11月20日閲覧。
2. ↑  04矢場町 - 名古屋散策ウェブサイト、2010年11月20日閲覧。
3. ↑  来年1月、栄に「フレッシュネスバーガー」が名古屋初出店 - サカエ経済新聞、2005年12月9日付記事、2010年11月20日閲覧。
4. ↑  ESPギタークラフトアカデミーウェブサイト（ESPギタークラフトアカデミー 名古屋校紹介）より引用。
5. ↑  矢場とん歴史資料館 矢場とんのルーツ - 矢場とん、2010年11月20日閲覧。
6. ↑  “勝鬘寺本堂・山門・太鼓楼・鐘楼”. 観光・イベント情報.   名古屋市 (2012年9月25日). 2017年4月6日閲覧。

### 書籍
1. ↑  名古屋市計画局 1992, p. 783.
2. 1 2 3 4 5 6 7 8 9 10 11  名古屋市計画局 1992, p. 789.
3. 1 2 3 4  「角川日本地名大辞典」編纂委員会 1989, pp. 1366–1367.
4. 1 2  平凡社 1981, p. 162.
5. 1 2  名古屋市計画局 1992, p. 306.
6. ↑  名古屋市計画局 1992, p. 148.
7. ↑  名古屋市会事務局 1961, p. 388.
8. ↑  名古屋市会事務局 1961, p. 399.
9. ↑  名古屋市会事務局 1961, p. 401.
10. ↑  名古屋市会事務局 1961, p. 406.
11. ↑  名古屋市会事務局 1963, p. 187.
12. ↑  名古屋市会事務局 1963, p. 192.